# El conquistador del fin del mundo
El conquistador del fin del mundo, conocido coloquialmente como El conquis, es un programa de telerrealidad de aventura, producido por Hostoil (la filial vasca de Globomedia) y emitido por la cadena ETB2 de Euskal Telebista desde el 3 de enero de 2005.
Debe su nombre a que en su primera edición los concursantes compitieron en el paisaje de la Patagonia argentina con el fin de alcanzar el Faro Les Éclaireurs, conocido como «El faro del fin del mundo», y consagrarse como su «conquistador». Posteriormente, dependiendo del lugar elegido para la realización del programa, su nombre ha sufrido ligeras variaciones: El conquistador del fin del mundo (2005-2015, 2024), El conquistador del Amazonas (2016), El conquistador del Pacífico (2019) y El conquistador del Caribe (desde 2017).

## Características del programa
Sus concursantes son divididos en un principio en equipos que se enfrentan a diferentes pruebas, además de a la rudeza de la tierra y el clima, debiendo soportar frío, hambre y sed. Tanto la condición física como la capacidad de convivir con desconocidos son fundamentales para sobrevivir a esta aventura.
El formato se inspira en otros concursos de riesgo y aventura como Conquistadores del fin del mundo y Basetxea. En su primera edición de 2005, de los dieciséis concursantes, doce eran vascos y los otros cuatro argentinos de origen vasco. La meta del concurso consistió en llevar la ikurriña (bandera vasca), hasta el Faro Les Éclaireurs en la Bahía de Ushuaia.
Las primeras ediciones se realizaron en la Patagonia argentina y, posteriormente, otras ubicaciones han sido el glaciar Perito Moreno, el paraje de Piedra Parada y la selva misionera, también en Argentina. En las últimas ediciones el programa se trasladó a las cataratas del Iguazú, en Brasil; la selva del Amazonas; la región Caribe y punta Gallinas, en Colombia; el archipiélago de las Perlas, en Panamá, y finalmente el parque nacional Los Haitises en la República Dominicana.
Aunque el programa se nutre principalmente de la participación de personas anónimas, también han concursado deportistas profesionales, como es el caso de David Seco y Zuriñe Rodríguez. En las primeras ediciones destacados deportistas vascos, como José Luis Korta, Juanito Oiarzabal y otros, han actuado como capitanes de los equipos; pero en las últimas ediciones han sido convocados como capitanes con mayor frecuencia ganadores de otras ediciones o exparticipantes notorios.

## Repercusión
Usualmente es considerado uno de los realities más extremos de la televisión por la combinación de pruebas extremas, supervivencia límite y convivencia, además de un formato de concurso que cambia cada año sorprendiendo a los concursantes y a la audiencia. Por todo ello, cada edición reúne a más seguidores, no solo en el País Vasco sino también en otras regiones, alcanzando cuotas de pantalla de hasta el 25%, muy superiores a la media del canal.
Fue galardonado como el mejor programa autonómico de entretenimiento de 2008 por la Academia de Televisión y de las Ciencias y Artes del Audiovisual de España. En 2024 recibió el premio Prix Circom, que reconoce la excelencia en la producción televisiva regional europea, en la categoría de Mejor Programa de Entretenimiento.

## Presentadores
Desde su estreno en 2005 hasta 2023 el concurso estuvo conducido por Julian Iantzi.
A partir de enero de 2010 comenzó la emisión de un debate semanal presentado por Iñaki López sobre lo acontecido en el programa, con la participación como contertulios de exconcursantes y capitanes. A partir de 2013, cuando Iñaki López fue contratado por La Sexta, le relevó en esta labor el presentador y productor ejecutivo del programa Patxi Alonso.
Tras la salida de Julian Iantzi para copresentar la versión homónima de Televisión Española, Patxi Alonso y Lur Errekondo se encargaron de la presentación tanto de los debates como de los episodios. En la edición de 2025 Julian Iantzi regresó al programa, pero como presentador de los debates.
| Temporadas    | 1 | 2 | 3 | 4 | 5 | 6 | 7 | 8 | 9 | 10 | 11 | 12 | 13 | 14 | 15 | 16 | 17 | 18 | 19 | 20 | 21 |
| ------------- | - | - | - | - | - | - | - | - | - | -- | -- | -- | -- | -- | -- | -- | -- | -- | -- | -- | -- |
| Julian Iantzi |   |   |   |   |   |   |   |   |   |    |    |    |    |    |    |    |    |    |    |    |    |
| Iñaki López   |   |   |   |   |   |   |   |   |   |    |    |    |    |    |    |    |    |    |    |    |    |
| Patxi Alonso  |   |   |   |   |   |   |   |   |   |    |    |    |    |    |    |    |    |    |    |    |    |
| Mikel Pérez   |   |   |   |   |   |   |   |   |   |    |    |    |    |    |    |    |    |    |    |    |    |
| David Seco    |   |   |   |   |   |   |   |   |   |    |    |    |    |    |    |    |    |    |    |    |    |
| Lur Errekondo |   |   |   |   |   |   |   |   |   |    |    |    |    |    |    |    |    |    |    |    |    |

     Episodios
     Debates
     Episodios y debates

## Versiones
A principios de 2008, cuando este formato televisivo ya llevaba cuatro ediciones para el País Vasco, se realizó por primera vez una edición para el público argentino exclusivamente.
Avalado por su éxito, Euskal Telebista realizó otros programas de aventuras de la mano de los mismos creadores: El conquistador del Aconcagua (2010-2012), Conquistour (2012-2014) y Naufragoak (2022), este último para ETB1.
En 2023 RTVE compró los derechos del programa para realizar una edición propia. En 2025 se anunció su adaptación para TelevisaUnivision con alcance internacional.
| Ámbito    | Título local                      | Cadena   | Presentadores                      | Ediciones | Ganadores     |
| --------- | --------------------------------- | -------- | ---------------------------------- | --------- | ------------- |
| Argentina | El conquistador del fin del mundo | Canal 13 | Fabián Mazzei                      | 2008      | Nicolás Wolff |
| España    | El conquistador                   | La 1     | Julian Iantzi Raquel Sánchez Silva | 2023      | Miguel Oury   |

## Controversias
Algunos colectivos por los derechos de los animales han acusado al programa de fomentar el maltrato animal en alguna de sus pruebas por matar gallinas, ranas, gusanos, peces, crustáceos o lepidópteros, engordar un pavo a la fuerza causándole vómitos ante la risa de los participantes, etc. Por su parte, la Sociedad de Ciencias Aranzadi también ha denunciado la muerte de una serpiente inofensiva perteneciente a una especie protegida por la legislación argentina con la calificación de «vulnerable», así como de otros animales, durante el trascurso del programa.

## Ediciones
| Edición                                | Año  | Localización                                                                                         | Ganador                             | Finalistas                                                                           | Favorito                            | Capitanes |
| -------------------------------------- | ---- | --- | ----------------------------------- | ------------------------------------------------------------------------------------ | ----------------------------------- | --- |
| El conquistador del fin del mundo I    | 2005 | Patagonia, Argentina Ushuaia, Argentina                                                              | Eneko Van Horenbeke                 | Javier Goikoetxea, Goiko Ignacio Cebolla, Natxo                                      | Javier Goikoetxea, Goiko            | |
| El conquistador del fin del mundo II   | 2006 | Patagonia, Argentina Ushuaia, Argentina                                                              | Raúl Arribas                        | Azucena Díez Patxi Hernández                                                         | Ana Gutiérrez                       | José Luis Korta Julen Madina Hugo Arrondo |
| El conquistador del fin del mundo III  | 2007 | Patagonia, Argentina Ushuaia, Argentina                                                              | Lourdes Zuriarrain                  | Mari José Sardon, Marijo Josu Rus, Ruso Silvia Sánchez                               | Iker Aristegi, Buda                 | Mikel Goñi Juanito Oiarzabal José Luis Korta |
| El conquistador del fin del mundo IV   | 2008 | Patagonia, Argentina Ushuaia, Argentina                                                              | Gorka Toraño                        | Iosu Vázquez Eguzki Garamendi                                                        | Ángel Jauregi                       | Virginia Berasategi Juan Cuyami Marta López Juanito Oiarzabal                                                                                            |
| El conquistador del fin del mundo V    | 2009 | Patagonia, Argentina Glaciar Perito Moreno, Argentina Ushuaia, Argentina                             | Gotzon Mantuliz                     | Josu Abrego Ndiaga Ngam José Vicente Alonso                                          | Gotzon Mantuliz                     | Yahaira Aguirre Eneritz Iturriaga José Luis Korta Juanito Oiarzabal Ángel Jauregi                                                                        |
| El conquistador del fin del mundo VI   | 2010 | Patagonia, Argentina Glaciar Perito Moreno, Argentina                                                | Egoitz Ríos                         | Oihane Jiménez Koldo Pozueta Ekaitz Ríos                                             | Qi Xie                              | José Luis Korta Manu Maritxalar Juanito Oiarzabal |
| El conquistador del fin del mundo VII  | 2011 | Patagonia, Argentina Glaciar Perito Moreno, Argentina                                                | Nakor Márquez                       | Lur Ibarra Helenka Gómez Maider Otegi                                                | Felipe Zaharrea, Xegone             | Irati Anda Villanueva José Luis Korta Juanito Oiarzabal Ricardo Lochocki, Sr. Jefe                                                                       |
| El conquistador del fin del mundo VIII | 2012 | Piedra Parada, Argentina Cataratas del Iguazú, Brasil                                                | David Seco                          | Javier Adell, Lobo Yeray González Ibon Urrutia                                       | Ibon Urrutia                        | Mikel Goñi José Luis Korta Juan María Lujambio Manu Maritxalar                                                                                           |
| El conquistador del fin del mundo IX   | 2013 | Piedra Parada, Argentina Cataratas del Iguazú, Brasil                                                | Oskar Sanz                          | Iñaki Larrasolo Diana Cantero Karen Odriozola José Mari San José, Joxe               | Diana Cantero                       | Blanca Fernández Ochoa José Luis Korta Manu Maritxalar Juanito Oiarzabal                                                                                 |
| El conquistador del fin del mundo X    | 2014 | Selva misionera, Argentina Patagonia, Argentina Glaciar Perito Moreno, Argentina                     | Eneko Van Horenbeke                 | Irene Muruzabal Sandra Barea                                                         | Irene Muruzabal Sheila Muruzabal    | José Luis Korta Manu Maritxalar Juanito Oiarzabal David Seco                                                                                             |
| El conquistador del fin del mundo XI   | 2015 | Piedra Parada, Argentina Río Palena, Chile                                                           | Eritz Egaña, Maixa                  | Sergio López Andeka Rico Iker Sancho                                                 | Cris Aracama                        | José Luis Korta Roberto Laiseka Manu Maritxalar Juanito Oiarzabal David Seco Eneko Van Horenbeke                                                         |
| El conquistador del Amazonas           | 2016 | Selva del Amazonas, Colombia                                                                         | Olga Erkuden, Erku                  | Iñaki Lekuona, Leku Nerea Arriaga, Txirrita                                          | Igor Argomaniz                      | Peio Ruiz Cabestany Patxi Salinas |
| El conquistador del Caribe I           | 2017 | Región Caribe, Colombia Punta Gallinas, Colombia                                                     | Andoni Iruretagoiena, Izeta         | Aiskander Jauregi Isma Pereira Aitor Barrio Carolina Calvo Mikel Mayayo              | Isma Pereira                        | Olga Erkuden, Erku Marcelo Ferreira David Seco |
| El conquistador del Caribe II          | 2018 | Región Caribe, Colombia                                                                              | Eider Alonso                        | Gotzon Burgos Aiora Armendariz Xabier Garate, Seleta Zuriñe Rodríguez                | Aiora Armendariz                    | Telmo Aldaz de la Quadra-Salcedo Aner Gorrotxategi, Gorrotxa Isma Mateo Eneko Van Horenbeke                                                              |
| El conquistador del Pacífico           | 2019 | Islas de las Perlas, Panamá                                                                          | Iker Babio                          | Ibai Vidal Luisito Angulo Krasimir Dariev, Krasi Ianire Cortés Jontxu Beristain      | Asier Quintana                      | Patricia Espinar Labián Nagore Osoro Xabier Garate, Seleta Manu Maritxalar Eneko Van Horenbeke David Seco                                                |
| El conquistador del Caribe III         | 2020 | Los Haitises, República Dominicana                                                                   | Mikel Pérez                         | Jon Quel Sola Isma Mateo Lander Sánchez Jon Erro Eider García, Durana                | Mikel Pérez                         | Gotzon Burgos Asier Vallejo, Caballo Patricia Espinar Labián Eider Alonso Eneko Van Horenbeke Juanito Oiarzabal Xabier Garate, Seleta Manu Maritxalar    |
| El conquistador del Caribe IV          | 2021 | Los Haitises, República Dominicana                                                                   | Nahia Valencia                      | Aitor Acebo Jon Zabaleta, Beko Mikel Yanci Asier Urzelai, Binbi                      | Leire Mayor                         | Eider García, Durana Xabier Garate, Seleta Manu Maritxalar David Seco Eneko Van Horenbeke                                                                |
| El conquistador del Caribe V           | 2022 | Los Haitises, República Dominicana Las Galeras, República Dominicana                                 | Jokin Ramos Ainize Lizarralde       | Aline Regis, Line Mikel Arruti                                                       | Mikel Arruti                        | Nahia Valencia Andrea Azkune Begoña Alday Asier Urzelai, Binbi Arantxa Iparragirre Javier Adell, Lobo Xabier Garate, Seleta Nakor Márquez Aitzol Atutxa  |
| El conquistador del Caribe VI          | 2023 | Los Haitises, República Dominicana Las Terrenas, República Dominicana El Limón, República Dominicana | Alejandro López de Silanes, Locuras | Aitor Etxeberria, Etxe Jokin Leibar, Txoskin Olaia Ventura                           | Alejandro López de Silanes, Locuras | Ainize Lizarralde Jokin Ramos Xabier Garate, Seleta Andoni Iruretagoiena, Izeta Andrea Azkune Arantxa Iparragirre Javier Adell, Lobo Aritz Irigoyen, Iri |
| El conquistador del fin del mundo XII  | 2024 | Patagonia, Argentina Ushuaia, Argentina                                                              | Jokin Ramos                         | Xuban Moral, Txubi Aritz Zubia Andrea Azkune Anartz Duandikoetxea Javier Adell, Lobo | Unai Huidobro                       | José Luis Korta Juanito Oiarzabal Alejandro López de Silanes, Locuras David Seco                                                                         |
| El conquistador del Caribe VII         | 2025 | Los Haitises, República Dominicana                                                                   | Marcela Damborenea                  | Ariane Merquelanz Janire Carracedo                                                   | Marcela Damborenea                  | Gorka Ibarguren Joana Flaviano Xabi Osa |